# MeBo
La MeBo (talvolta anche Mebo o MEBO) è un'arteria stradale dell'Alto Adige, che collega Bolzano e Merano, da cui prende il nome. Il tracciato, lungo 37,1 km, fa parte della SS38 e possiede le caratteristiche di superstrada.

## Caratteristiche

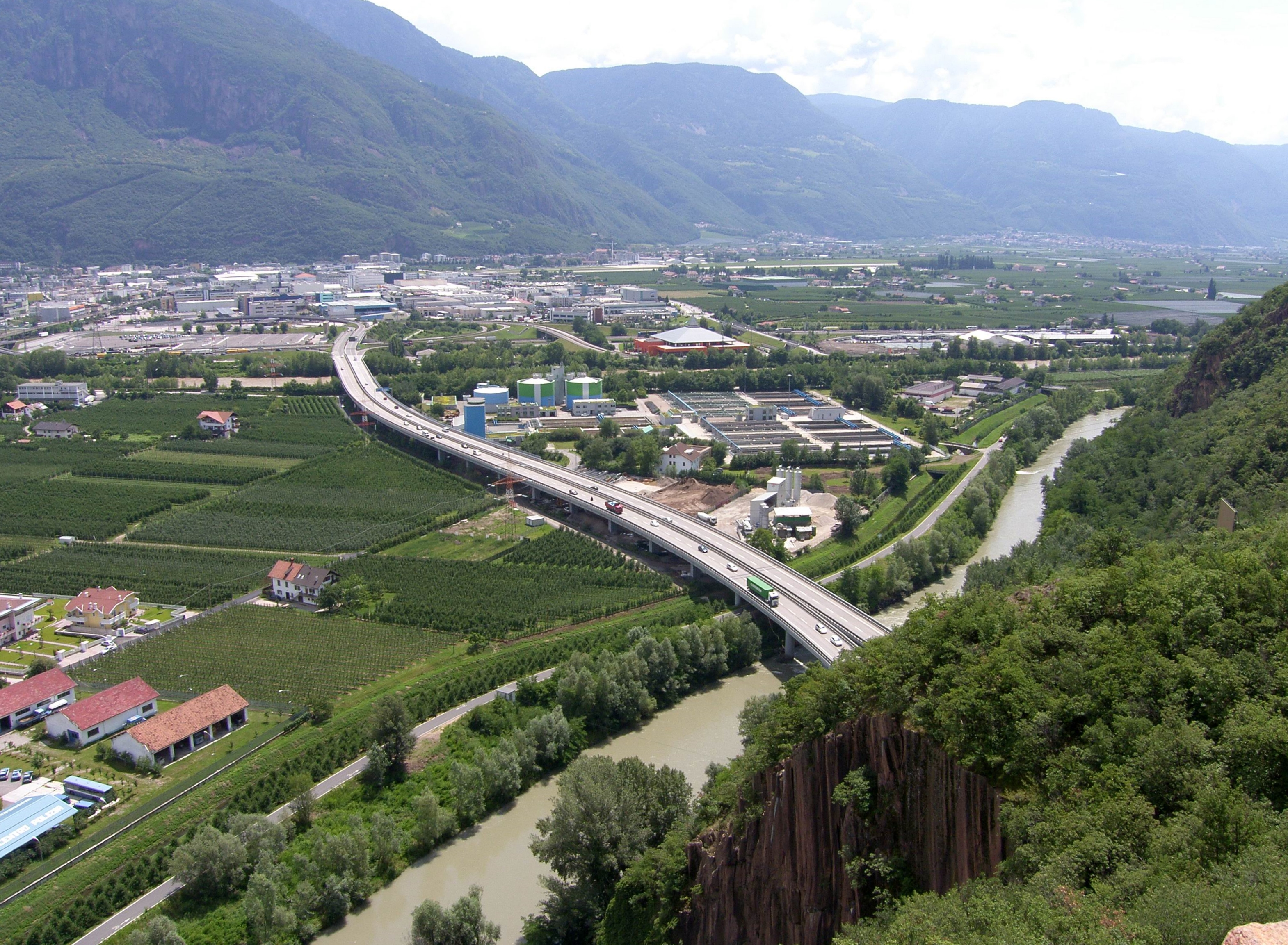
Il tratto della MeBo in uscita da Bolzano.

È stata aperta al traffico il 2 agosto 1997. Prima, l'unico modo di raggiungere Merano era attraverso la vecchia strada, attraversando tutti i paesi posti sulla riva sinistra del fiume Adige.
La MEBO, come viene chiamata l'arteria, inizia a Foresta (Forst), frazione di Lagundo, funge da tangenziale esterna all'abitato di Merano e percorre la valle dell'Adige sino a Bolzano, mantenendosi in prossimità della riva destra del fiume. Al termine, si innesta nell'autostrada del Brennero e nell'intero percorso la strada si presenta di tipo B (o strada extraurbana principale).
È percorsa quotidianamente da circa 36.000 veicoli. È la seconda arteria più importante dell'Alto Adige, dopo l'Autostrada del Brennero.
Il limite di velocità è posto a 110 km/h, ad eccezione dei seguenti tratti dove il limite è pari a 90 km/h: svincolo A22 - Appiano; Terlano - Vilpiano; Marlengo - Foresta.
Il 15 ottobre 2013 è stato aperto al traffico il nuovo svincolo che conduce al centro di Merano (stazione di Merano), attraverso un tunnel che termina con una rotonda sotterranea in via 4 novembre.

## Percorso
| Superstrada MeBo (Merano-Bolzano) dello Stelvio |                                                               |
|                                                 | Foresta / Forst - dello Stelvio Fine della superstrada        |
|                                                 | Lagundo - Merano Nord / Algund - Meran Nord                   |
|                                                 | Area Servizio Lagundo Sud / Tankstelle Algund Süd             |
|                                                 | Merano Centro / Meran Zentrum                                 |
|                                                 | Marlengo / Marling                                            |
|                                                 | Merano Sud / Meran Süd-Sinigo/Sinich                          |
|                                                 | Lana - Postal - passo Palade / Lana - Burgstall - Gampelpass  |
|                                                 | Gargazzone / Gargazon                                         |
|                                                 | Area Servizio Vilpiano Ovest / Raststätte Vilpian West        |
|                                                 | Area Servizio Vilpiano Est / Raststätte Vilpian Ost           |
|                                                 | Nalles - Vilpiano / Nals - Vilpian                            |
|                                                 | Terlano - Andriano / Terlan - Andrian                         |
|                                                 | Area Servizio Meborast Süd / Raststätte Meborast Süd          |
|                                                 | Appiano / Eppan                                               |
|                                                 | Area Servizio Appiano Nord / Raststätte Eppan Nord            |
|                                                 | Galleria castel Firmiano / Tunnel Schloss Sigmundskron (940m) |
|                                                 | Bolzano Fiera / Bozen Messe SS12 Brenner / Brennero - Pisa    |
|                                                 | Brenner / Brennero - Modena                                   |
|                                                 | Bolzano / Bozen Via Siemens / Siemensstraße                   |